# أهلا بك في هيلبرو
(أهلاً بكم في هيلبرو) رواية للكاتب الجنوبي الأفريقي فاسوين ام بي اي التي تتضمن قضايا كراهية الأجانب ، والإيدز ، والتقاليد، ووضع المدينة الداخلية في حي هيلبرو في جوهانسبرج بعد الفصل العنصري . وكان أول نشر للكتاب في عام 2001.

## الشخصيات
ريفنتسي
الشخصية الرئيسية في الرواية هي ريفنتسي مورو وهو يمر بالعديد من المتاعب بسبب مجتمع جوهانسبرج الذي يعيش فيه. ويكون في الرواية أستاذ يحب امرأة تدعى ليراتو، وعاد يوماً ما إلى المنزل ليجد صديقه المقرب سامي وليراتو يمارسان الجنس. وبعد ذلك قام بـالانتحار بالقفز من مبنى في شارع فان دي ميرفي.
ريفيلوي
ريفيلوي ستافنس وهي كانت حبيبة ريفنتسي السابقة ولكن كان ذلك الحب مصلحة والتي تركها لأنها كانت تخونه. بقي حبه بقلبها ولم تتوقف عن حبه قط ودمرها موته. بعد ذلك قررت الذهاب للحصول على درجة الماجستير في النشر والدراسات الإعلامية من جامعة أكسفورد بروكس في إنجلترا. وأثناء وجودها هناك قابلت رجل النهر النيجيري في حانة ما، يشبه ريفينتشي بشكل لافت للنظر، وتقع في حبه. يكتشفون معًا أنهم كانوا يتعايشون مع الإيدز لسنوات عديدة قبل أن يلتقيا. تعود ريفيلوي إلى منزل عائلتها في بلدة تيراغالونغ لتموت هناك، لكن يتم الحكم عليها وملاحقتها بسبب إصابتها بالإيدز.
ليراتو
كان ريفينتسي عشيقها الاخير. تم القبض عليها وهي تمارس الجنس مع صديقه المقرب سامي. في النهاية تم الكشف عن أن هذا الجنس عرضي بشكل ملاحظ؛ نتيجة لمحاولة سامي إراحة ليراتو عندما شعرت أن ريفينتسي كان يبتعد عنها. بعد انتحار ريفينتسي، قتلت ليراتو نفسها عن طريق تناول جرعة زائدة من الحبوب المنومة.
سامي
الصديق المفضل لريفينتسي قبل انتقال ريفينتسي إلى هيلبرو، كان سامي على علاقة مع بوهلالي. كان له تجارب بالمخدرات في فترة من الفترات التي تسببت إلى ممارسة الجنس بشكل متكرر مع البغايا، وفي وقت من الأوقات فعل ذلك أمام بوهلالي. في محاولة ريفينتسي لتهدئة بوهلالي انتهى بهم الأمر بممارسة الجنس. لم يكتشف سامي ذلك. في وقت لاحق، بنفس الطريقة أثناء محاولته مساعدة ليراتو في مشاكل العلاقة، ينام سامي مع حبيبة ريفينتسي. ينتهي بشعور ريفينتسي بالذنب مما ادى لانتحاره وذلك دفع سامي إلى الجنون.
بوهلال
حبيبة سامي. بعد أن شاهدت صديقها سامي يمارس الجنس مع عاهرة، سعت للحصول على المتعة والراحة من ريفينتسي، مما أدى إلى خيانتها لسامي مع صديقه في تلك اللحظة. شعرت لاحقاً بالذنب وأرادت إخبار سامي على الرغم من أن ريفينتسي رفض ذلك لأنه يعتقد أنه سيزيد الطين بله لأن سامي موجود بالفعل في المستشفى. في طريقها لرؤية سامي صدمتها حافلة وقتلت. لم يكشف ريفينتسي أبدًا عن علاقته لليلة واحدة معها لسامي.